# Peter Strohm (televíziós sorozat)
A Peter Strohm 1989 és 1996 között bemutatott osztrák–svájci–holland–olasz közreműködéssel készült (nyugat)-német krimisorozat. A címszerepben: Klaus Löwitsch. A sorozatot különböző televíziós társaságok készítették, mint például az ARD, BR, NDR, SFB, ORF és SRG, amelyek mindegyike kizárólagos felelősséggel tartozott az adott epizódért. Többek között ez volt az oka a különböző forgatási helyszíneknek, mint például Zürich, Olaszország, Bécs vagy a Karib-térség. Az Egy barát halála című 82 perces próbaepizódot 1989. január 4-én sugározta a NDR csatorna. Magyarországon a Magyar Televízió kezdte sugározni 1990. február 4-én.

## Alaptörténet
A sorozat elején Peter Strohm a hamburgi Speciális Szervezett Bűnözés Elleni Bizottság vezetője. Miután felmondott, magánügynökként folytatja a nyomozást. Nyomozási módszerei általában az illegális határt súrolják. Ez folyamatosan bajba keveri. Ő is egy macsó, aki szereti a gyors autókat és a nőket. A sorozat játszódik Hamburgban, Peter Strohm szülővárosában, de Svájcban, Hollandiában, Ausztriában, Horvátországban, Olaszországban, az NDK-ban és a Karib-térségben is.

## Szereplők
| Szerep       | Színész        | Magyar hang  |
| ------------ | -------------- | ------------ |
| Peter Strohm | Klaus Löwitsch | Dózsa László |

### Epizódszereplők
| Szerep                          | Színész              | Magyar hang          | Epizód        |
| ------------------------------- | -------------------- | -------------------- | ------------- |
| Georg Schattauer                | Burghart Klaußner    | Gáti Oszkár          | 1.            |
| Erwin Regenhardt                | Gerhard Garbers      | Ujréti László        | 1.            |
| Margot Bockhaus                 | Barbara Krable       | Tóth Enikő           | 1.            |
| Dr. Wegener                     | Ulrich von Dobschütz | Szersén Gyula        | 1–7., 9., 54. |
| Rabanus                         | Wolfgang Reichmann   | Kránitz Lajos        | 1.            |
| Carla                           | Maja Maranow         | Farkas Kati          | 1.            |
| Sabine Kärger                   | Katrin Schaake       | Földi Teri           | 2.            |
| Ewald Kärger                    | Horst Frank          | Kézdy György         | 2.            |
| Anna Severin                    | Hannelore Elsner     | Andresz Kati         | 4.            |
| Günther Severin                 | Franz Boehm          | Melis Gábor          | 4.            |
| Mornier                         | Rolf Becker          | Helyey László        | 4.            |
| Claudine Tarrée                 | Cristiane Krüger     | Sáfár Anikó          | 4.            |
| Christina Schönberg             | Senta Berger         | Jani Ildikó          | 7.            |
| István Gabriell                 | Towje Kleiner        | Szacsvay László      | 7.            |
| Friedrich Schiller              | Dietrich Siegl       | Máté Gábor           | 8.            |
| Wexler                          | Sieghardt Rupp       | Fülöp Zsigmond       | 8.            |
| Sylvie Batteux                  | Joland Gilot         | Hegyi Barbara        | 9.            |
| Benjamin                        | Roland Schäfer       | Rátóti Zoltán        | 9.            |
| Anton Seiffert                  | Max Wolkert Martens  | Vass Gábor           | 9.            |
| Kessler                         | Zacharias Preen      | Kisfalussy Bálint    | 9.            |
| Leonhard Berger                 | Matthias Pannier     | Kovács István        | 10.           |
| Dr. Olga Schönfeld              | Adelheid Arndt       | Pálos Zsuzsa         | 13.           |
| Link                            | Jo Bolling           | Izsóf Vilmos         | 13.           |
| Faber                           | Holger Mälich        | Bregyán Péter        | 13.           |
| Dr. Schwitter                   | Gunter Berger        | Lesznek Tibor        | 13.           |
| Branderburg                     | Margit Geissler      | Básti Juli           | 14.           |
| Ray P. Asmussen                 | Will Dannin          | Helyey László        | 14.           |
| Dottore di Parvesi              | Renzo Martini        | Rajhona Ádám         | 14.           |
| Götze                           | Karl-Hein von Hassel | Szalai Imre          | 14.           |
| Lotze                           | Marc Degener         | Szabó Sipos Barnabás | 14.           |
| Dr. Sagebeul                    | Joachim Bielse       | Kézdy György         | 17.           |
| Urs Kücheli                     | Buddy Elias          | Ujlaki Dénes         | 17.           |
| Madeleine Kolonek               | Maria Ketikidou      | Kökényessy Ági       | 17.           |
| Rudi Kolonek                    | Wolfran Weniger      | Tolnai Miklós        | 17.           |
| Armin Kugler                    | Guido von Salis      | Horkai János         | 17.           |
| Fabrizi                         | Vincenzo Benestante  | Rajhona Ádám         | 17.           |
| Wolfgang Weber                  | Jörg Pleva           | Reviczky Gábor       | 26–27.        |
| Gino Colani                     | Klaus Dittmann       | Konrád Antal         | 26–27.        |
| Francesco Durutti               | Pinkas Braun         | Szabó Ottó           | 26–27.        |
| Toni Paresi                     | Claudio Maniscalco   | Józsa Imre           | 26–27.        |
| Beate Petzold                   | Eva Renzi            | Felföldi Anikó       | 26.           |
| Braumüller                      | Rainer Schmitt       | Fülöp Zsigmond       | 26–27.        |
| Nonna                           | Irene Naef           | Bakó Márta           | 26–27.        |
| Melchinger                      | Harald Halgardt      | Elekes Pál           | 27.           |
| Laura Stratten / Hanna Stratten | Gudrun Landgrebe     | Kovács Nóra          | 32.           |
| Lisa                            | Eva Kryll            | Für Anikó            | 32.           |
| Lutz Brent                      | Peter von Strombeck  | Gesztesi Károly      | 32.           |
| Sittger                         | Christian Rode       | Csurka László        | 32.           |
| Kulhbrodt                       | Bodo Wolf            | Beregi Péter         | 32.           |
| Hellmann                        | Bernd Ludwig         | Szokolay Ottó        | 32.           |
| Sittger komornyikja             | Georg Tryphon        | Dobránszky Zoltán    | 32.           |
| Maja Eckstein                   | Iris Barben          | Kovács Nóra          | 33.           |
| Viktor Molch                    | Wolfgang Kaven       | Paudits Béla         | 34.           |
| Lew Slowaski                    | Malcsiner Péter      |                      | 61.           |

## Magyarországon sugárzott epizódok
Hazai bemutatási sorrend szerint:
| Epizódszám | Cím                             | Magyar bemutató     |
| ---------- | ------------------------------- | ------------------- |
| 1.         | Egy barát halála                | 1990. február 4.    |
| 2.         | A Jupiter hét Holdja            | 1990. február 17.   |
| 8.         | A mór megtette kötelességét     | 1990. április 26.   |
| 10.        | A másik                         | 1990. június 2.     |
| 13.        | Hetedik sor, negyedik sír       | 1990. augusztus 3.  |
| 9.         | Randevú Berlinben               | 1990. szeptember 7. |
| 7.         | Lopott ékszer                   | 1990. október 5.    |
| 14.        | A milánói fuvar                 | 1991. március 18.   |
| 33.        | Éjszakai hívás                  | 1991. július 14.    |
| 4.         | Minél több van, annál több kell | 1991. július 26.    |
| 34.        | Strohm partnere                 | 1991. október 4.    |
| 17.        | 50 millió apró kövekben         | 1991. november 1.   |
| 26.        | A barátok sose fizetnek I.      | 1991. november 30.  |
| 27.        | A barátok sose fizetnek II.     | 1991. december 1.   |
| 32.        | Arc a víz alatt                 | 1992. május 4.      |

## Érdekesség
- A 33. részt (Éjszakai hívás) és a 34. részt (Strohm partnere) hónapokkal korábban mutatták be itthon, mint Németországban. A németországi premierekre 1991. december 10-én és 1991. december 17-én, míg a magyarországi premierekre 1991. július 14-én és 1991. október 4-én került sor.
- A 61. részben (Der Eisenmann (magyarul: A vasember)) Malcsiner Péter is szerepet kapott, aki a stáblistán Maximilian Malcsiner néven van feltüntetve.

## Fordítás
- Ez a szócikk részben vagy egészben  a   Peter Strohm című német Wikipédia-szócikk fordításán alapul.  Az eredeti cikk szerkesztőit annak laptörténete sorolja fel. Ez a jelzés csupán a megfogalmazás eredetét és a szerzői jogokat jelzi, nem szolgál a cikkben szereplő információk forrásmegjelöléseként.